# Bar-le-Duc
Bar-le-Duc é uma cidade do nordeste da França, situada no departamento da Meuse, na região de Grande Leste. A cidade tem perto de 17 000 habitantes.

## Geografia
Bar-le-Duc é uma cidade de tamanho médio, capital do departamento da Meuse.
A cidade é situada sobre eixos de comunicação importantes, principalmente a via ferroviaria Paris-Estrasburgo e o canal do Marne até o Reno. Foi a capital do ducado de Bar e situa-se no centro do Barrois.
Situada na beira do rio Ornain, ela se estende nas encostas do vale desse rio. A cidade se divide em três partes :
- do lado esquerdo do rio, se encontra a cidade alta, o bairro "histórico" da cidade ;
- perto do rio, a cidade baixa ;
- do lado direito do rio, a costa Sainte Catherine, recentemente ocupada (desde os anos 60).

## História

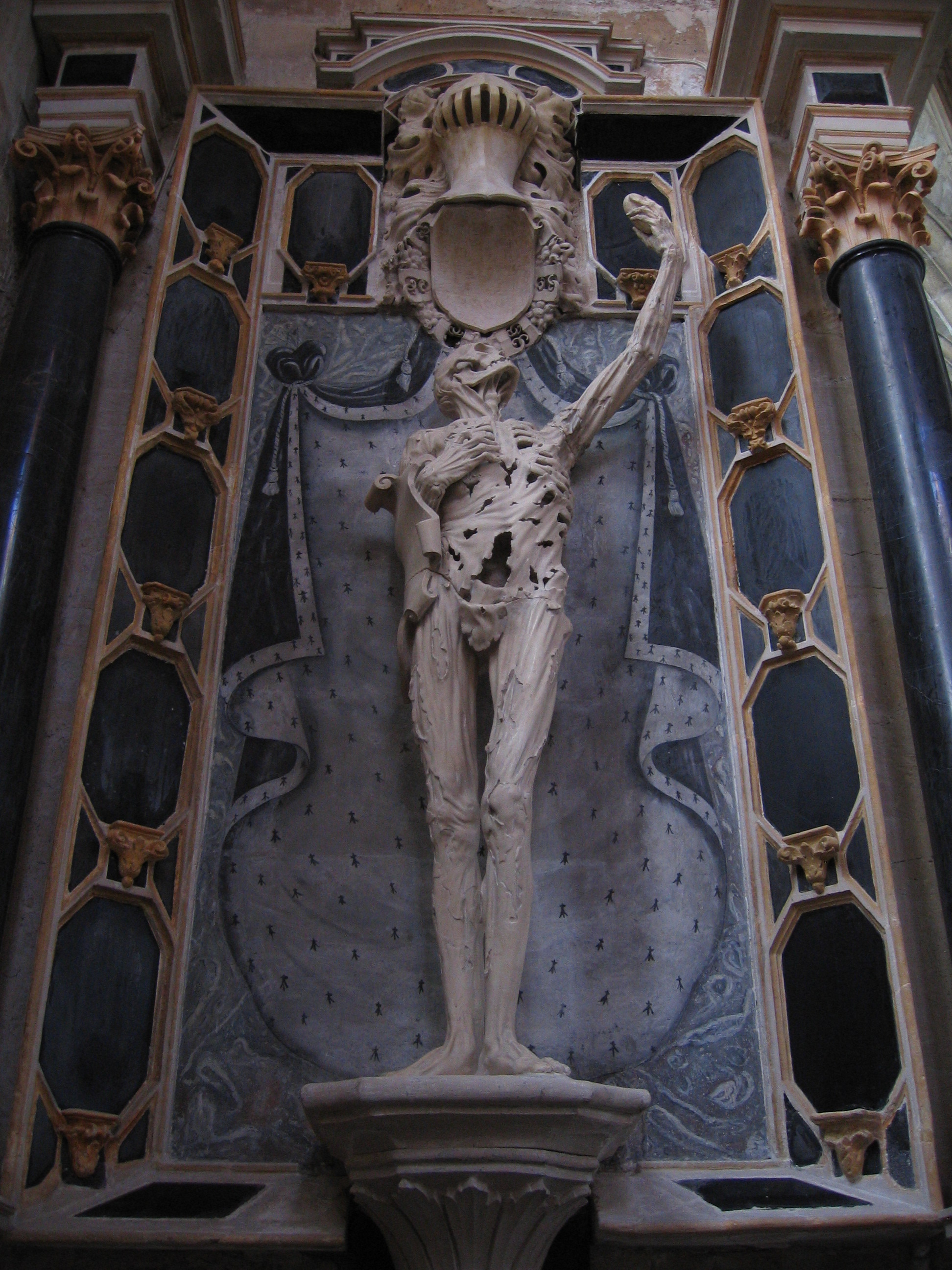
Transi de Renato de Chalon.

Os primeiros traços da ocupação humana remontam da época galo-romana.
Várias descobertas foram feitas no território do município, perto da atual rue des Romains (rua dos Romanos em português), ao longo do canal.
No entanto, parece que a cidade começou a se desenvolver somente a partir da Alta Idade Média, com a construção de um castelo.
Batizada Bar-le-Duc bem antes que o ducado de Bar se torne um ducado (em 1356), a cidade tomou o nome de Bar-sur-Ornain durante a Revolução Francesa.